# The Northern Trust
The Northern Trust, tidigare The Barclays, är en professionell golftävling på den amerikanska PGA Touren. Sedan 2007 är tävlingen den första av fyra slutspelstävlingar i FedEx Cup och startfältet är begränsat till de 125 bästa spelarna på FedEx rankingen. Nästa slutspelstävling, Dell Technologies Championship, har ett startfält bestående av de 100 bäst rankade spelarna.
Tävlingen spelades första gången 1967 under namnet Westchester Classic. Mellan 1990 och 2004 var Buick titelsponsor och tävlingen hette Buick Classic. Efter det var Barclays titelsponsor och tävlingen hette mellan 2005 och 2016 The Barclays. Sedan 2017 är The Northern Trust titelsponsor.
Brian Harman blev den tredje golfspelaren i PGA Tourens historia när han under sista tävlingsvarvet 2015 gjorde två hole-in-ones på samma golfrunda.
Tävlingen spelas 2017 på Glen Oaks Club i Old Westbury i New York.

## Vinnare
| År                                        | Spelare             | Resultat           | Mot par            | Segermarginal      | Runner(s)-up                                              | Golfbana                          |
| The Northern Trust                        | The Northern Trust  | The Northern Trust | The Northern Trust | The Northern Trust | The Northern Trust                                        | The Northern Trust                |
| ----------------------------------------- | ------------------- | ------------------ | ------------------ | ------------------ | --------------------------------------------------------- | --------------------------------- |
| 2017                                      | Dustin Johnson (2)  | 267                | -13                | Särspel            | Jordan Spieth                                             | Glen Oaks Club                    |
| The Barclays                              |                     |                    |                    |                    |                                                           |                                   |
| 2016                                      | Patrick Reed        | 275                | −9                 | 1 slag             | Emiliano Grillo, Sean O'Hair                              | Bethpage State Park, Black Course |
| 2015                                      | Jason Day           | 261                | −19                | 6 slag             | Henrik Stenson                                            | Plainfield Country Club           |
| 2014                                      | Hunter Mahan        | 270                | −14                | 2 slag             | Stuart Appleby, Jason Day, Cameron Tringale               | Ridgewood Country Club            |
| 2013                                      | Adam Scott          | 273                | −11                | 1 slag             | Graham DeLaet, Justin Rose Gary Woodland, Tiger Woods     | Liberty National Golf Club        |
| 2012                                      | Nick Watney         | 274                | −10                | 3 slag             | Brandt Snedeker                                           | Bethpage State Park, Black Course |
| 2011                                      | Dustin Johnson      | 194^               | −19                | 2 slag             | Matt Kuchar                                               | Plainfield Country Club           |
| 2010                                      | Matt Kuchar         | 272                | −12                | Särspel            | Martin Laird                                              | Ridgewood Country Club            |
| 2009                                      | Heath Slocum        | 275                | −9                 | 1 slag             | Ernie Els, Pádraig Harrington Steve Stricker, Tiger Woods | Liberty National Golf Club        |
| 2008                                      | Vijay Singh (4)     | 276                | −8                 | Särspel            | Sergio García, Kevin Sutherland                           | Ridgewood Country Club            |
| 2007                                      | Steve Stricker      | 268                | −16                | 2 slag             | K. J. Choi                                                | Westchester Country Club          |
| Barclays Classic                          |                     |                    |                    |                    |                                                           |                                   |
| 2006                                      | Vijay Singh (3)     | 274                | −10                | 2 slag             | Adam Scott                                                | Westchester Country Club          |
| 2005                                      | Pádraig Harrington  | 274                | −10                | 1 slag             | Jim Furyk                                                 | Westchester Country Club          |
| Buick Classic                             |                     |                    |                    |                    |                                                           |                                   |
| 2004                                      | Sergio García (2)   | 272                | −12                | Särspel            | Pádraig Harrington, Rory Sabbatini                        | Westchester Country Club          |
| 2003                                      | Jonathan Kaye       | 271                | −13                | Särspel            | John Rollins                                              | Westchester Country Club          |
| 2002                                      | Chris Smith         | 272                | −12                | 2 slag             | David Gossett, Pat Perez, Loren Roberts                   | Westchester Country Club          |
| 2001                                      | Sergio García       | 268                | −16                | 3 slag             | Scott Hoch                                                | Westchester Country Club          |
| 2000                                      | Dennis Paulson      | 276                | −8                 | Särspel            | David Duval                                               | Westchester Country Club          |
| 1999                                      | Duffy Waldorf       | 276                | −8                 | Särspel            | Dennis Paulson                                            | Westchester Country Club          |
| 1998                                      | J. P. Hayes         | 201^               | −12                | Särspel            | Jim Furyk                                                 | Westchester Country Club          |
| 1997                                      | Ernie Els (2)       | 268                | −16                | 2 slag             | Jeff Maggert                                              | Westchester Country Club          |
| 1996                                      | Ernie Els           | 271                | −13                | 8 slag             | Steve Elkington, Tom Lehman Jeff Maggert, Craig Parry     | Westchester Country Club          |
| 1995                                      | Vijay Singh (2)     | 278                | −6                 | Särspel            | Doug Martin                                               | Westchester Country Club          |
| 1994                                      | Lee Janzen          | 268                | −16                | 3 slag             | Ernie Els                                                 | Westchester Country Club          |
| 1993                                      | Vijay Singh         | 280                | −4                 | Särspel            | Mark Wiebe                                                | Westchester Country Club          |
| 1992                                      | David Frost         | 268                | −16                | 8 slag             | Duffy Waldorf                                             | Westchester Country Club          |
| 1991                                      | Billy Andrade       | 273                | −11                | 2 slag             | Brad Bryant                                               | Westchester Country Club          |
| 1990                                      | Hale Irwin          | 269                | −15                | 2 slag             | Paul Azinger                                              | Westchester Country Club          |
| Manufacturers Hanover Westchester Classic |                     |                    |                    |                    |                                                           |                                   |
| 1989                                      | Wayne Grady         | 277                | −7                 | Särspel            | Ronnie Black                                              | Westchester Country Club          |
| 1988                                      | Seve Ballesteros(2) | 276                | −8                 | Särspel            | David Frost, Ken Green, Greg Norman                       | Westchester Country Club          |
| 1987                                      | J. C. Snead         | 276                | −8                 | Särspel            | Seve Ballesteros                                          | Westchester Country Club          |
| 1986                                      | Bob Tway            | 272                | −12                | 1 slag             | Willie Wood                                               | Westchester Country Club          |
| 1985                                      | Roger Maltbie       | 275                | −9                 | Särspel            | George Burns, Raymond Floyd                               | Westchester Country Club          |
| 1984                                      | Scott Simpson       | 269                | −15                | 5 slag             | David Graham, Jay Haas, Mark O'Meara                      | Westchester Country Club          |
| 1983                                      | Seve Ballesteros    | 276                | −8                 | 2 slag             | Andy Bean, Craig Stadler                                  | Westchester Country Club          |
| 1982                                      | Bob Gilder          | 261                | −19                | 5 slag             | Peter Jacobsen, Tom Kite                                  | Westchester Country Club          |
| 1981                                      | Raymond Floyd       | 275                | −9                 | 1 slag             | Bobby Clampett, Gibby Gilbert, Craig Stadler              | Westchester Country Club          |
| 1980                                      | Curtis Strange      | 273                | −11                | 2 slag             | Gibby Gilbert                                             | Westchester Country Club          |
| 1979                                      | Jack Renner         | 277                | −7                 | 1 slag             | David Graham, Howard Twitty                               | Westchester Country Club          |
| American Express Westchester Classic      |                     |                    |                    |                    |                                                           |                                   |
| 1978                                      | Lee Elder           | 274                | −10                | 1 slag             | Mark Hayes                                                | Westchester Country Club          |
| 1977                                      | Andy North          | 272                | −12                | 2 slag             | George Archer                                             | Westchester Country Club          |
| 1976                                      | David Graham        | 272                | −12                | 3 slag             | Ben Crenshaw, Tom Watson, Fuzzy Zoeller                   | Westchester Country Club          |
| Westchester Classic                       |                     |                    |                    |                    |                                                           |                                   |
| 1975                                      | Gene Littler        | 271                | −17                | Särspel            | Julius Boros                                              | Westchester Country Club          |
| 1974                                      | Johnny Miller       | 269                | −19                | 2 slag             | Don Bies                                                  | Westchester Country Club          |
| 1973                                      | Bobby Nichols       | 272                | −16                | Särspel            | Bob Murphy                                                | Westchester Country Club          |
| 1972                                      | Jack Nicklaus (2)   | 270                | −18                | 3 slag             | Jim Colbert                                               | Westchester Country Club          |
| 1971                                      | Arnold Palmer       | 270                | −18                | 5 slag             | Gibby Gilbert, Hale Irwin                                 | Westchester Country Club          |
| 1970                                      | Bruce Crampton      | 273                | −15                | 1 slag             | Larry Hinson, Jack Nicklaus                               | Westchester Country Club          |
| 1969                                      | Frank Beard         | 275                | −13                | 1 slag             | Bert Greene                                               | Westchester Country Club          |
| 1968                                      | Julius Boros        | 272                | −16                | 1 slag             | Bob Murphy, Jack Nicklaus, Dan Sikes                      | Westchester Country Club          |
| 1967                                      | Jack Nicklaus       | 272                | −16                | 1 slag             | Dan Sikes                                                 | Westchester Country Club          |

^ Indikerar att tävlingen spelades över 54 hål.

## Flerfaldiga vinnare
Sex spelare har vunnit tävlingen mer än en gång 2017.
- 4 vinster
  - Vijay Singh: 1993, 1995, 2006, 2008
- 2 vinster
  - Jack Nicklaus: 1967, 1972
  - Seve Ballesteros: 1983, 1988
  - Ernie Els: 1996, 1997
  - Sergio García: 2001, 2004
  - Dustin Johnson: 2011, 2017